# Тиски для больших пальцев

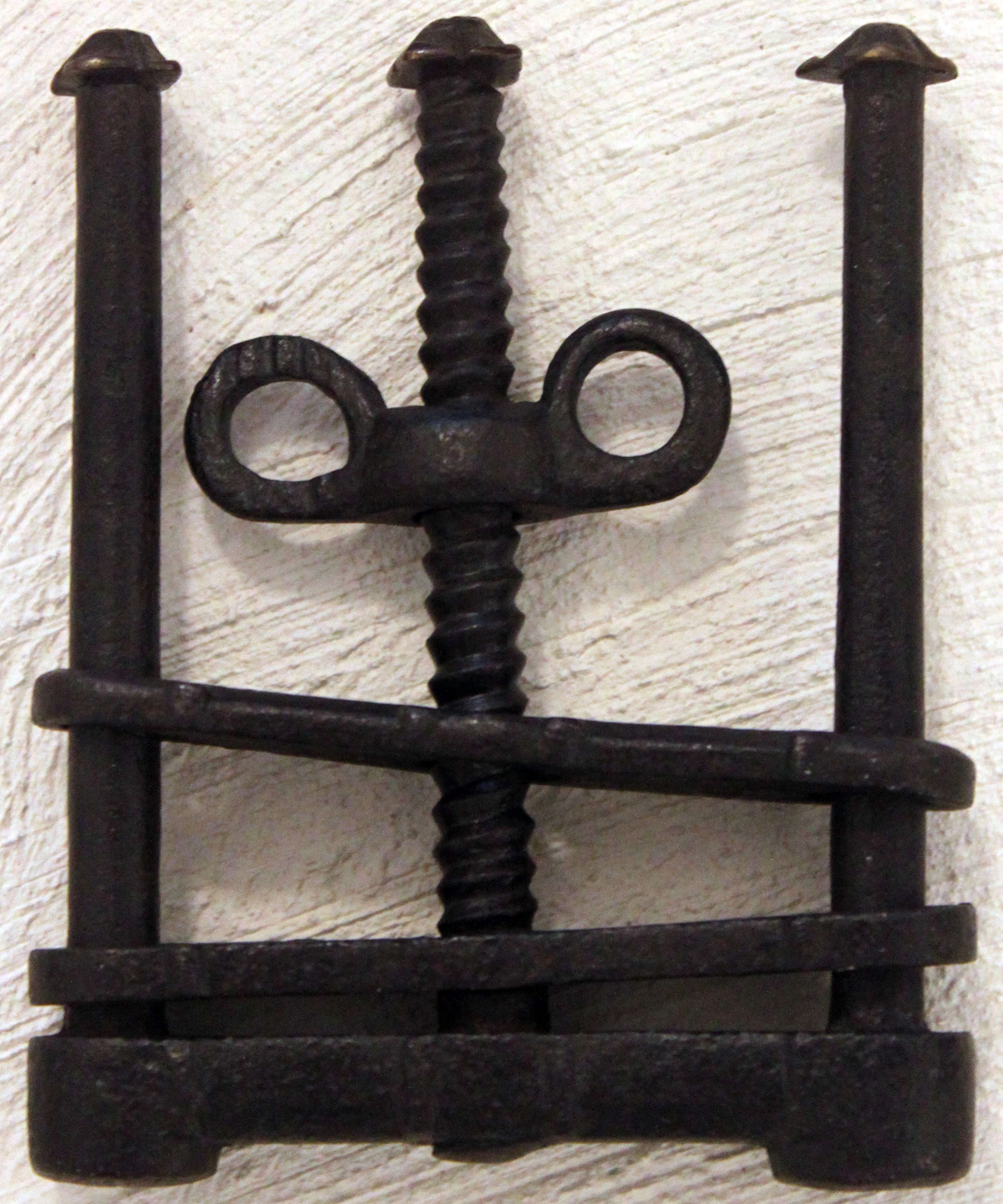
Германские тиски для больших пальцев, датируемые XVII веком

Тиски для больших пальцев (англ. thumbscrew) — орудие пыток, использовавшееся в средневековой Европе и, как минимум, до середины XVIII века в отдельных странах. Разновидность тисков, при помощи которых жертве путём закручивания прижимного рычага сдавливали большие пальцы ног, вызывая мучительную боль. На внутренних сторонах тисков иногда присутствовали короткие шипы или зазубрины для усиления болевых ощущений жертвы и более лёгкого дробления костей.

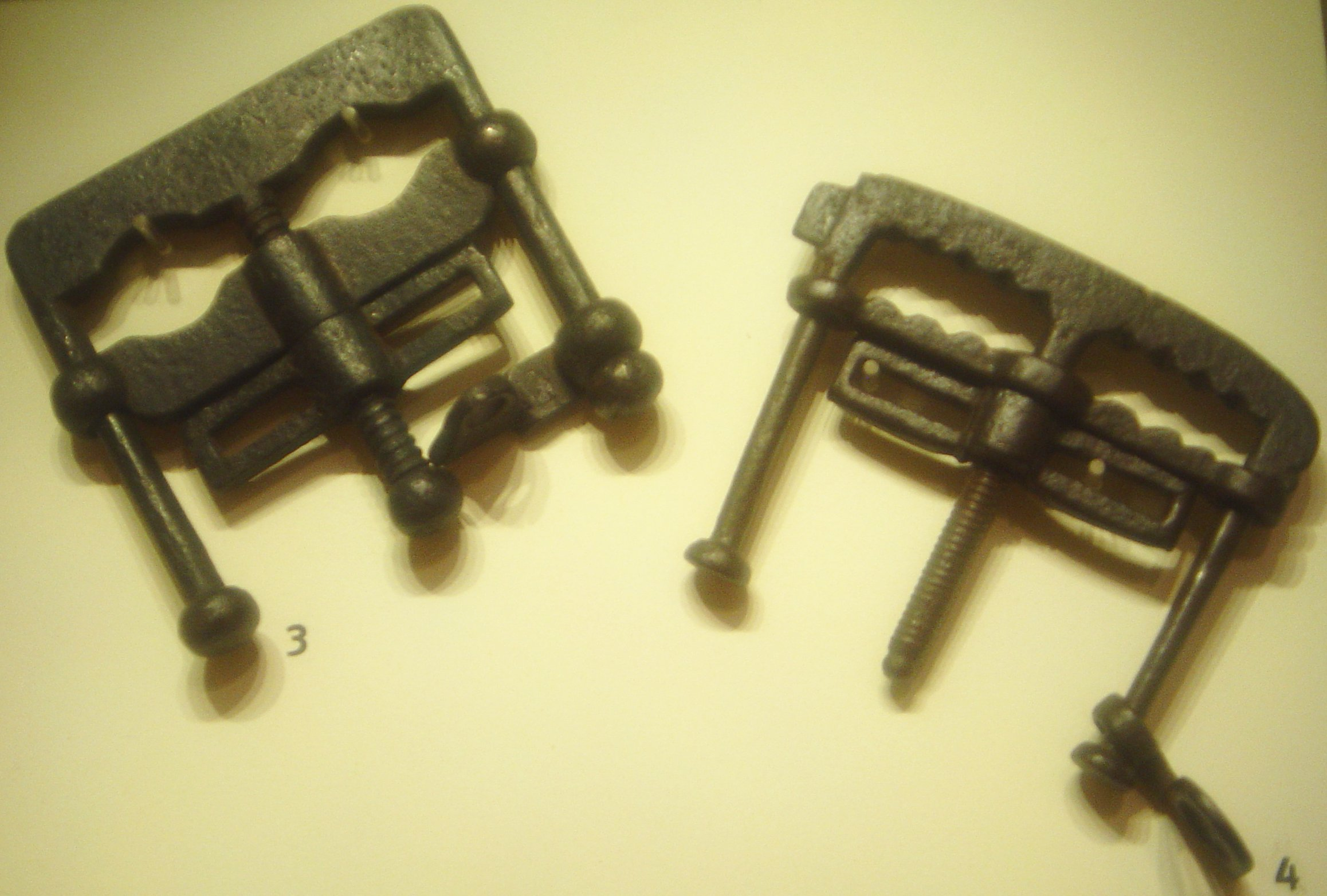
Шотландские тиски для больших пальцев с зазубринами на сдавливающей поверхности

## История
Причинение боли путём сдавливания больших пальцев широко использовалось для принуждения жертвы к признанию своей вины или дачи показаний. Ранее для этой цели использовался прочный тонкий шнур, но изобретение тисков для больших пальцев позволило резко повысить интенсивность сдавливания пальцев.
Точная дата появления данного вида тисков неизвестна. Английские историки Джеймс Кокрейн и Джон Маккроун датируют начало использования этого вида пыток в Европе не позднее конца XVI века. В XVII веке первая партия тисков для больших пальцев прибыла из Испании на Британские острова для нужд Армады в ходе Англо-испанской войны. Груз попал в руки англичанам, которые переняли тиски для больших пальцев и стали их активно использовать внутри королевства Великобритании. На территории королевства данный вид пыток был санкционирован королём Яковом II, а в народе получил название thumbkins (рус. большие пальчики).
В Российской империи в тисках делалась дополнительная пластина, позволявшая осуществлять сдавливание пальцев рук и ног одновременно. Технология использования таких тисков была описана в докладе императрице Елизавете от 1754 года следующим образом: «тиски свинчиваются до тех пор, пока или <обвиняемый> повинится, или не можно будет больше жать перстов и винт не будет действовать». К пытке тисками переходили в тех случаях, когда дыба признавалась неэффективным инструментом дознания.
В Терезианском кодексе (Австрия) 1767 года многие орудия и способы пыток были представлены иллюстрациями для того, чтобы их могли применять даже неграмотные судьи. На рисунке, сопровождавшем описание тисков для больших пальцев, зазоры для пальцев и прижимной рычаг сопровождались буквами.
Впоследствии тиски для больших пальцев использовались работорговцами. Помимо причинения мучительной боли тиски для больших пальцев нередко раздрабливали кости и калечили жертву навсегда.